# Espurio Servilio Estructo
Espurio Servilio Estructo  fue un cónsul en el año 476 a. C., junto con Aulo Verginio Tricosto Rútilo. Su padre podría haber sido Publio Servilio Prisco Estructo y su hijo, Publio Servilio Prisco.
Como consecuencia de la destrucción de los Fabios en Crémera en 477 a. C., los etruscos habían avanzado hasta las mismas paredes de Roma, y tomado posesión del monte Janículo. Un intento de Prisco de tomar esta colina por asalto fue rechazado con grandes pérdidas y se arriesgaba a una total derrota, de no haber llegado su colega Verginio en su ayuda. Como consecuencia de la precipitación de sus actos, fue sometido a juicio por los tribunos, una vez que su año de mandato había expirado, pero fue absuelto.